# Michael Guevara
Michael Fidel Guevara Legua (ur. 10 czerwca 1984 w Limie) – peruwiański piłkarz występujący na pozycji pomocnika, reprezentant Peru w latach 2011–2013, brązowy medalista Copa América.

## Kariera klubowa
Urodzony w 1984 roku zawodnik jest wychowankiem Universitario de Deportes z rodzinnej Limy. W pierwszym składzie zadebiutował w 2002 roku. Grając w Peru do 2005 roku wystąpił w 61 spotkaniach zdobywając 7 goli. Jego kolejnymi klubami były Union Huaral, Sport Boys Association i Club Juan Aurich, z którego w styczniu 2009 roku za kwotę 50 tys. euro przeszedł do występującej w polskiej Ekstraklasie Jagiellonii Białystok. Z Jagą podpisał kontrakt na 3,5 roku. W połowie 2009 roku przeniósł się  do Colegio Nacional Iquitos, gdzie zaliczył 19 spotkań.

## Kariera reprezentacyjna
Guevara występował w młodzieżowych reprezentacjach swojego kraju w kategorii U-17, U-20 oraz U-23. 8 lutego 2011 zadebiutował w seniorskiej reprezentacji Peru w towarzyskim meczu z Panamą, wygranym 1:0. W tym samym roku został powołany przez Sergio Markariána na Copa América w Argentynie. Na turnieju tym zaliczył 4 występy i 2 asysty i wywalczył ze swoim zespołem 3. miejsce po pokonaniu 4:1 Wenezueli. Ogółem w latach 2011–2013 Guevara zanotował 14 spotkań w drużynie narodowej, nie zdobył żadnej bramki.

## Sukcesy
Peru
- brązowy medal Copa América: 2011
- Kirin Cup: 2011